# Harry Landers
Harold „Harry“ Landers, eigentlich Harold Sorokin (* 3. September 1921 in New York City; † 10. September 2017 in Woodland Hills, Kalifornien) war ein US-amerikanischer Schauspieler.

## Leben
Landers wurde 1921 als eines von sieben Kindern russischer Einwanderer in New York City geboren. Er begann seine Laufbahn Anfang der 1940er-Jahre als Hilfsarbeiter bei Warner Bros. Entertainment, wo er die Schauspielerin Bette Davis kennenlernte. Durch sie wurde Landers Mitglied in der Screen Actors Guild und begann eine Schauspielkarriere. Nach einer Ausbildung am Actors’ Laboratory Theatre erhielt er 1947 seine ersten Statistenrollen.
1949 spielte Landers seine erste größere Rolle im Film noir C-Man. In den folgenden Jahren war er in mehreren Filmklassikern zu sehen, in denen er meistens kleine Nebenrollen übernahm. So spielte Landers unter anderem 1953 die Rolle des GoGo in Der Wilde mit Marlon Brando. Im folgenden Jahr war er als Gast von Miss Lonely Hearts (gespielt von Judith Evelyn) in Alfred Hitchcocks Das Fenster zum Hof zu sehen. Zu Landers größeren Rollen zählen die des Grey Wolf im 1955 erschienenen Western Zwischen zwei Feuern sowie die des Heff im Western Charro! mit Elvis Presley aus dem Jahr 1969. 1991 beendete er seine Schauspielkarriere. Sein Schaffen umfasst mehr als 80 Film- und Fernsehproduktionen.
Landers war verheiratet und Vater von zwei Söhnen. Er lebte zuletzt im Motion Picture & Television Country House and Hospital, einem Seniorenheim für Filmschaffende in Los Angeles. Harry Landers starb 2017 im Alter von 96 Jahren, sein Tod wurde erst im Januar 2018 bekannt gegeben.

## Filmografie (Auswahl)
- 1947: Der Todeskuß (Kiss of Death)
- 1949: C-Man
- 1950: Hotel der Verlorenen (Guilty Bystander)
- 1950: Geheimpolizist Christine Miller (Undercover Girl)
- 1953: Die letzte Patrouille (Cease Fire!)
- 1953: Phantom from Space
- 1953: Der Wilde (The Wild One)
- 1954: Auf gefährlicher Straße (Drive a Crooked Road)
- 1954: About Mrs. Leslie
- 1954: Return from the Sea
- 1954: Das Fenster zum Hof (Rear Window)
- 1955: Die Verlorenen (The Cobweb)
- 1955: Zwischen zwei Feuern (The Indian Fighter)
- 1956: Die zehn Gebote (The Ten Commandments)
- 1956: Die schwarze Peitsche (The Black Whip)
- 1957: Mister Cory
- 1959: Up Periscope
- 1960: Der Admiral (The Gallant Hours)
- 1968: In Enemy Country
- 1969: Charro!
- 1991: Mom
- 1991: Ragin' Cajun